# Burrill Bernard Crohn
Burrill Bernard Crohn ( New York, New York, 13. lipnja 1884. – Connecticut, 29. srpnja 1983.), američki liječnik, gastroenterolog, koji je prvi opisao bolest koja po njemu nosi naziv, Crohnova bolest.
Godine 1932. dr. Crohn je sa svojim kolegama dr. Leon Ginzburgom i dr. Gordon D. Oppenheimerom, objavio važan rad u kojem opisuje značajke tada relativno nepoznatog stanja u 14 slučajeva kao "Terminalni ileitis: Novi klinički entitet". 